# Rue Mathieu Buntincx
La rue Mathieu Buntincx est une voie bruxelloise de la commune d'Auderghem située dans le prolongement de la rue des Paons qui aboutit à la chaussée de Wavre, sur une  longueur de 80 mètres. La numérotation des habitations va de 1 à 17 pour le côté impair et de 2 à 20 pour le côté pair.

## Historique et description
Le 24 avril 1950, l'heureux propriétaire du no 18 recevait, le tout premier, un permis de bâtir dans une rue qui n'existait pas encore. 
Il devra s'armer de patience jusqu'au 22 décembre 1950 avant que le conseil n'ait discuté de son aménagement et la nomme rue Mathieu Buntincx.

### Origine du nom
Elle porte le nom de Mathieu Buntincx (1888-1963) qui fut échevin d'Auderghem.